# Paula Köhlmeier
Paula Köhlmeier (* 1982 in Bregenz; † 22. August 2003 in Feldkirch) war eine österreichische Schriftstellerin.

## Leben
Paula Köhlmeier wurde als eines von vier Kindern des Schriftstellerpaares Monika Helfer und Michael Köhlmeier geboren. Sie besuchte das Gymnasium in Dornbirn und studierte nach einem achtmonatigen Aufenthalt in Mexiko an der Filmakademie Wien. 2002 erhielt sie das Vorarlberger Literaturstipendium. Im Sommer 2003 verunglückte sie in Vorarlberg bei einer Wanderung zur Burgruine Alt-Ems bei Hohenems tödlich.
Postum ist im Februar 2005 im Zsolnay-Verlag unter dem Titel Maramba ihre nachgelassene Prosa erschienen. 47 Stücke thematisieren darin „Menschen, die den Zauber von Worten hören, die aufeinander zugehen und sich selbst im anderen wiederfinden wollen; beginnende Beziehungen, flüchtig, unerfüllt und mit offenem Ausgang; abgründige Verhältnisse, phantastische Träume, vage Hoffnungen“. Der literarische Nachlass Köhlmeiers umfasst im Übrigen einen fast fertigen Roman, zwei Drehbücher und zahlreiche Exposés.
Ihr Vater thematisiert die Auseinandersetzung mit ihrem Tod in der 2008 erschienenen Novelle Idylle mit ertrinkendem Hund und im 2010 publizierten Madalyn. Die 2022 publizierte Erzählung Lange Nacht heim, illustriert von ihrer Mutter Monika Helfer, ist verfasst  In Erinnerung an Paula, wie am Vorblatt vermerkt.  Auch Bevor ich schlafen kann (veröffentlicht 2010 von ihrer Mutter) hat einen Bezug zu ihrem Ableben.
Michael Denhoff komponierte ein Maramba für Flöte (auch Bassflöte) und Celesta als op. 100 zur Erinnerung an Paula Köhlmeier.

## Werke
- Maramba. Hrsg.: Monika Helfer und Michael Köhlmeier. Zsolnay, Wien 2005, ISBN 978-3-55205333-5 (Taschenbuchausgabe: Piper, München 2008, ISBN 3-492-24908-6).